# Eloria moesta
Eloria moesta is een vlinder uit de familie spinneruilen (Erebidae), onderfamilie donsvlinders (Lymantriinae). De wetenschappelijke naam van deze soort is voor het eerst geldig gepubliceerd in 1856 door Francis Walker.
De soort komt voor in tropisch Afrika.